# Микуляк, Александр Васильевич
Александр Васильевич Микуляк (укр. Олександр Васильович Микуляк; род. 29 декабря 1976, Ивано-Франковск) — украинский футболист и тренер.

## Игровая карьера
Воспитанник ДЮСШОР «Прикарпатье». Первый тренер — Юрий Семёнович Шайкин. В 1994 году семнадцатилетнего Микуляка взяли в «Прикарпатье», которое боролось за выход в высшую лигу. В следующем сезоне 7 октября 1994 года в матче против «Волыни» Александр дебютировал в высшей лиге. Сезон 1995/96 годов молодой нападающий провёл частично в аренде в чертковском «Кристалле». За три месяца в этом клубе сделал два хет-трика — в ворота «Черкасс» и харьковского «Металлиста». В следующем сезоне играл в аренде в «Черкассах».
В высшей лиге чемпионата Украины кроме «Прикарпатья» защищал цвета клубов «Металлург» (Запорожье) и «Таврия» (Симферополь). Дважды играл в Казахстане в команде «Актобе-Ленто».

## Тренерская карьера
После завершения игровой карьеры работал детским тренером в ДЮФШ Юниор (Ивано-Франковск). В марте 2012 года стал играющим тренером любительской команды «Газовик» (Богородчаны). Забив в дебютном сезоне 29 голов в 28 матчах, становился лучшим бомбардиром чемпионата области. В 2013 году становился обладателем Кубка области.